# Federico Ruiz Morcuende
Federico Ruiz Morcuende (Toledo, 17 de julio de 1890-Madrid, 23 de enero de 1948) fue un archivero, bibliógrafo, lexicógrafo, filólogo y crítico literario español, autor de algunas ediciones de clásicos castellanos.

## Biografía
Estudió Lenguas y Literatura en la Universidad Central, donde Ramón Menéndez Pidal lo escogió entre otros varios para colaborar en el Centro de Estudios Históricos, desde su fundación, en el año 1910 hasta el 1 de octubre de 1927. Por R. O. de 26 de julio de 1913, y en virtud de oposición, ingresó en el Cuerpo Facultativo de Archiveros, Bibliotecarios y Arqueólogos, con destino en el archivo de la Delegación de Hacienda de Burgos, cuando ya, bajo la dirección de Menéndez Pidal, había transcrito y estudiado un códice de El Escorial de la Crónica de veinte reyes, otro del Libro de Alexandre de la Biblioteca Nacional, etcétera. En 1915 pasó a prestar servicios en la Biblioteca Nacional, donde, en 1930, el nuevo Patronato lo nombró secretario. Estuvo dos años en este puesto y luego fue trasladado en comisión de servicios al archivo del Ministerio de Estado, y al mes fue elevado a la Jefatura de dicho Centro; su actividad fue recompensada en 1934 y 35 con dos condecoraciones oficiales. Continuó en ese puesto durante la Guerra Civil y en 1942 se le otorgó la encomienda con placa de la Orden de Isabel la Católica y en 1943 la encomienda de número de la Orden del Mérito Civil. Poseía los títulos de maestro superior, académico de la Real Academia de Estudios Históricos de Valladolid y de la de Bellas Artes y Ciencias Históricas de Toledo (1920). Además explicó un curso de literatura española en la Universidad de Cambridge (1927-28). También pronunció varias conferencias sobre esta materia en las Universidad de Oxford y Londres. Cuando falleció a principios de 1948, seguía siendo jefe del Archivo del Ministerio de Asuntos Exteriores.

## Obras más importantes

### Ediciones críticas
- Francisco de Rojas: Teatro. Madrid, 1917. (Volumen 35 de «Clásicos Castellanos».)
- Castillo Solórzano: La Garduña de Sevilla. Madrid, 1922. (Volumen 42, id. id.)
- Leandro Fernández de Moratín: Teatro. Madrid, 1924. (Volumen 58, id. id.)
- Antonio Pigafetta: Primer viaje en torno del Globo. Madrid, 1922.
- La Condamine: Viaje a la América meridional. Madrid, 1922.
- Juan de Timoneda: El Patrañuelo.

### Estudios
- La novela picaresca. Madrid, 1922
- Notas del lenguaje popular madrileño. Madrid, 1925
- Moratín, dibujante. Madrid, 1926.
- Catálogo de la Biblioteca del Ministerio de Asuntos Exteriores. Madrid, 1941.
- Vocabulario de Moratín. Madrid, 1945, dos vols. (Obra premiada por la Real Academia Española.)

### Otros
- Del amor, de la vida y de la gloria. Poemas. Madrid, 1911.
- El amor ronda en Palacio. Zarzuela. (Estrenada en el Teatro Calderón de Madrid.) 1932.